# Рыбрека
Ры́брека (вепс. Kaleig, карел. Kalajogi) — старинное вепсское село в Прионежском районе Республики Карелия, административный центр Рыборецкого вепсского сельского поселения, комплексный памятник истории.

## География
Село расположено на берегу бухты Рыборецкая Онежского озера в устье реки Рыбрека, в 90 км от Петрозаводска.

## История

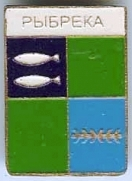
Нагрудный значок-герб

Село впервые упоминается в писцовой книге Обонежской пятины 1496 года.
В селе действовала церковь Варлаама Хутынского, построенная в 1693 году, ныне утрачена.
В 1924 году близ села началась разработка месторождения габбро-диабаза. В селе многие люди ходили на рыбалку, и с озера можно было заметить рыбаков с других сёл.
В 2020 году в состав Рыбреки была включена упразднённая деревня Каккарово. Село Рыбрека в результате стало представлять собой населённый пункт, состоящий из разобщённых лесным массивом частей.

## Население
| 2002 | 2009 | 2010 | 2013 |
| ---- | ---- | ---- | ---- |
| 613  | ↗641 | ↘467 | ↘427 |

## Инфраструктура
В селе работает фельдшерско-акушерский пункт, средняя школа, дом культуры, магазин одежды, 7 продуктовых магазинов, столовая, почта России и центр мобильной связи. Неподалёку работает горнодобывающая компания, её работу можно увидеть с берега Онеги, грузовики с горной породой часто проезжают по деревне в сторону Петрозаводска.

## Достопримечательности
Сохраняется могила партизан отряда «Мстители»— Кузьмы Петровича Кочерина (1905—1942) и Павла Спиридоновича Манькина (1902—1942), расстрелянных финскими оккупантами в 1942 году.
В селе в 1959 году установлен памятник Герою Советского Союза Анне Лисицыной, родившейся и жившей в селе.

## Галерея
| - Жилой дом на улице Рудная - Продуктовый магазин «Рябинушка» - Монумент Онежского рудоуправления СССР - Дорожный знак |